# Tiago Djaló
Tiago Emanuel Embaló Djaló (sinh ngày 9 tháng 4 năm 2000) là một cầu thủ bóng đá người Bồ Đào Nha thi đấu cho Juventus, ở vị trí hậu vệ.

## Sự nghiệp bóng đá
Vào ngày 24 tháng 2 năm 2018, Djaló có màn ra mắt cho Sporting B trong trận đấu tại LigaPro 2017–18 trước Académica.

## Danh hiệu
Lille
- Ligue 1: 2020–21[3]
- Trophée des Champions: 2021[4]

Juventus
- Coppa Italia: 2023–24[5]